# Coracina cinerea
El oruguero malgache (Coracina cinerea) es una especie de ave paseriforme en la familia Campephagidae.
La mayoría de las autoridades consideran al taxón cucullata, una subespecie del oruguero malgache, aunque ocasionalmente se lo ha considerado una especie separada el oruguero de las Comoros (Coracina cucullata).

## Distribución y hábitat
Se lo encuentra en Comoros, Madagascar, y Mayotte. Sus hábitats naturales son los bosques secos subtropicales o tropicales y los bosques bajos húmedos subtropicales o tropicales.